# Asociaedru

Asociaedrul K _{5} (văzut din față)

Asociaedrul K_{5} (văzut din spate)

K_{5} este a laticei Tamari T_{4}

Cele 9 fețe ale K_{5}
Fiecare vârf din diagrama Hasse de mai sus conține ovalele de la cele 3 fețe adiacente. Fețele ale căror ovale se intersectează nu se ating.

K_{5} ca o bipiramidă triunghiulară trunchiată de ordinul 4

În matematică un asociaedru Kn este un politop convex (n−2)-dimensional, în care fiecare vârf corespunde unei modalități de inserare corectă a parantezelor de deschidere și de închidere într-un șir de n litere în care laturile corespund unei singure aplicări a regulii asociativității. Echivalent, vârfurile unui asociaedru corespund triangulărilor unui poligon regulat cu n+1 laturi, iar laturile corespund inversărilor de laturi în care o singură diagonală dintr-o triangulare este îndepărtată și înlocuită cu o diagonală diferită. Asociaedrele sunt numite și politopuri Stasheff, după Jim Stasheff, care le-a redescoperit la începutul anilor 1960,
după lucrările mai vechi ale lui Dov Tamari.

## Exemple
Asociaedrul unidimensional K3 reprezintă cele două posibilități de încadrare între paranteze, ((xy)z) și (x(yz)), ale trei simboluri, sau cele două triangulări ale unui pătrat. Este în sine un segment de dreaptă.
Asociaedrul bidimensional K4 reprezintă cele cinci posibilități de încadrare între paranteze a patru simboluri sau cele cinci triangulări ale unui pentagon regulat. Este el însuși un pentagon și are legătură cu diagrama pentagonului a unei categorii de monoizi.
Asociaedrul tridimensional K5 este un eneaedru (poliedru cu nouă fețe, trei patrulatere disjuncte și șase pentagoane) și paisprezece vârfuri, iar dualul său este prisma triunghiulară triaugmentată.

## Realizare
Inițial Jim Stasheff a considerat aceste obiecte drept politopuri curbilinii. Ulterior, li s-au dat coordonatele ca politopuri convexe în mai multe moduri diferite.
O metodă de realizare a asociaedrului este ca politop secundar al unui poligon regulat. În această construcție, fiecare triangulare a unui poligon regulat cu n+1 laturi corespunde unui punct în spațiul euclidian (n+1)-dimensional, a cărui coordonată i este aria totală a triunghiurilor incidente în al i-lea vârf al poligonului. De exemplu, cele două triangulări ale pătratului unitate dau naștere în acest fel la două puncte în spațiul cvadridimensional, cu coordonatele (1, 1/2, 1, 1/2) și (1/2, 1, 1/2, 1). Anvelopa convexă a acestor două puncte este realizarea asociaedrului K3. Deși este într-un spațiu cvadridimensional, formează un segment de dreaptă (un politop unidimensional) în acel spațiu. Similar, asociaedrul K4 poate fi realizat în acest fel ca un pentagon regulat în spațiu euclidian cu cinci dimensiuni, ale cărui coordonate ale vârfurilor sunt permutări circulare ale vectorului (1, 2 + φ, 1, 1 +φ, 1 + φ) unde φ reprezintă secțiunea de aur. Deoarece triunghiurile posibile dintr-un hexagon regulat au arii care sunt multipli întregi una față de cealaltă, această construcție poate fi folosită pentru a da coordonate întregi (în șase dimensiuni) asociaedrului tridimensional K5; totuși (după cum arată deja exemplul lui K4) această construcție în general duce la coordonate care se exprimă prin numere iraționale.
O altă realizare, făcută de Jean-Louis Loday, se bazează pe corespondența vârfurilor asociaedrului cu un arbore binar cu rădăcină cu n frunze și produce direct coordonate întregi în spațiul (n−2)-dimensional. Coordonata i a realizării lui Loday este aibi, unde ai este numărul de descendenți ai nodului ramurii din stânga al nodului intern i al arborelui (în ordinea de la stânga la dreapta), iar bi este numărul de descendenți ai nodului din ramura din dreapta.
Este posibil să se realizeze asociaedrul direct în spațiul (n−2)-dimensional ca un politop pentru care toți vectorii normali pe fețe au coordonate care sunt 0, +1 sau −1. Există exponențial de multe moduri combinatorice distincte de a face acest lucru.

## Numărulk-fețelor
Numărul de fețe (n−k)-dimensionale ale asociaedrului de ordinul n (Kn+1) este dat de triunghiul numeric (n,k), din tabelul următor.
| k = 1 2 3 4 5 n 1 1 1 2 1 2 3 3 1 5 5 11 4 1 9 21 14 45 5 1 14 56 84 42 197 |

Numărul de vârfuri din Kn+1 este n-lea număr Catalan (diagonala principală în triunghi).
Numărul de fațete în Kn+1 (pentru n ≥ 2) este n-lea număr triunghiular minus unu (coloana a doua a triunghiului), deoarece fiecare fațetă corespunde unei submulțimi de 2 din n obiecte ale căror grupări formează laticea Tamari Tn, cu excepția submulțimii de 2 care conține primul și ultimul element.
Numărul de fețe de toate dimensiunile (inclusiv asociaedrul însuși ca față, dar fără a include mulțimea vidă) este un număr Schröder–Hiparh (sume ale rândurilor triunghiului).